# Monster (пісня Каньє Веста)
«Monster» — пісня американського репера Каньє Веста, що вийшла 23 жовтня 2010 року як третій сингл із його п’ятого студійного альбому My Beautiful Dark Twisted Fantasy. У пісні взяли участь репери Jay-Z, Рік Росс і Нікі Мінаж, а також інді-фолк-гурт Bon Iver, а продюсерами виступили Каньє Вест і Майк Дін. Це атмосферний і важкий для барабанів інструментал, а слова відображають вплив фільмів жахів, створюючи моторошну композицію, яка викликала порівняння критиків із треком Майкла Джексона «Thriller».
Спочатку вийшов в рамках ініціативи Каньє Веста GOOD Fridays, щотижневої безкоштовної музичної роздачі, яку він розпочав для просування My Beautiful Dark Twisted Fantasy, пізніше було підтверджено, що композиція «Monster» увійшла до альбому, а 23 жовтня вона вийшла для цифрового завантаження. Отримавши переважно позитивними відгуками музичних критиків, вірші Нікі Мінаж здобули широке визнання, а постановка Каньє була добре сприйнята. Проте критики неоднозначно оцінювали, у кого з Каньє та Джей Зі кращий куплет. Багато видань віднесли пісню до найкращих треків 2010 року, а NME поставив її під номером 53 у своєму списку «150 найкращих треків за останні 15 років». 
«Monster» дебютувала та досягла 18 позиції в Billboard Hot 100. 31 березня 2014 року пісня отримала платиновий сертифікат Асоціації звукозаписної індустрії Америки (RIAA) за продаж 1 000 000 сертифікованих одиниць, ставши 11-м треком Каньє Веста, який отримав цю сертифікацію.

## Живі виконання

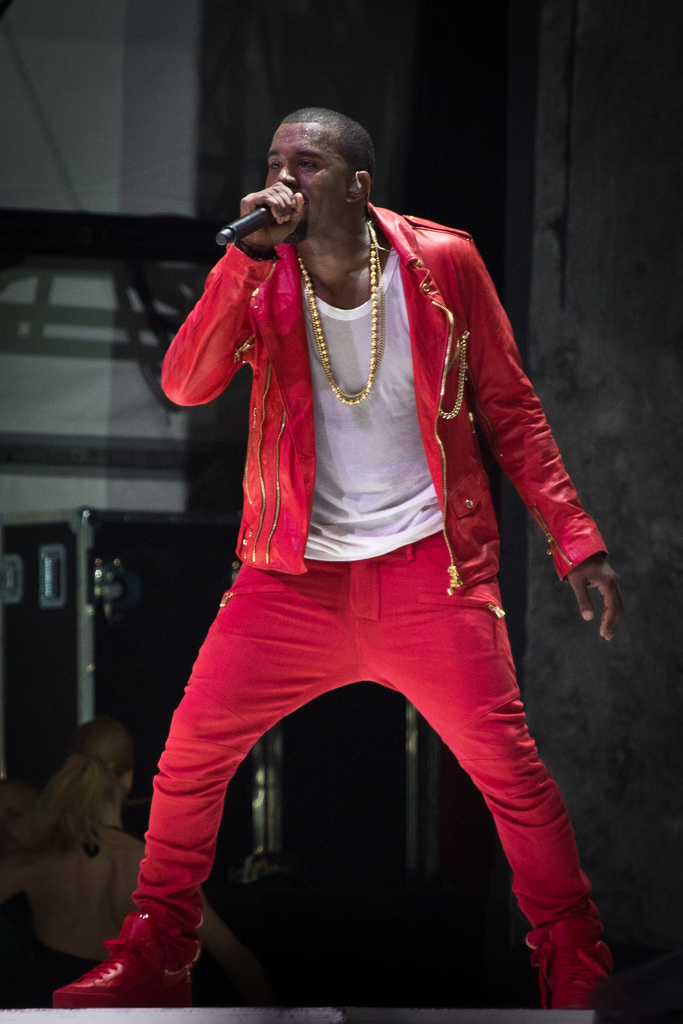
Каньє Вест у червоному вбранні під час реклами My Beautiful Dark Twisted Fantasy.

«Monster» була виконана Каньє Вестом, Jay-Z та Нікі Мінаж на концерті Home and Home, на стадіоні Yankee Stadium.
Нікі Мінаж виконала пісню наживо на Femme Fatale Tour Брітні Спірс як одну з останніх пісень у своєму сет-листі. 2 серпня 2011 року Каньє Вест виконав трек разом з Мінаж у турі в Колізеї Нассау на Лонг-Айленді (Нью-Йорк), як несподіваний гість. Під час свого виступу на Coachella Valley Music and Arts Festival Каньє виконав «Monster» у першій половині свого сет-листа. Ця вистава також супроводжувалася вокальними хуками Джастіна Вернона як акомпанемент, вона була названа «одним із найвигадливіших вистав в історії фестивалю Coachella». Пісня була виконана Вестом та Jay-Z під час їхнього туру Watch the Throne. Нікі Мінаж також виконала свій куплет із цієї пісні на європейських та американських етапах свого дебютного концертного туру «Pink Friday Tour».

## Музичне відео
Відеокліп на «Monster» зняв Джейк Нава, режисер, відомий по роботі над кліпами Шакіри, Бейонсе, Роббі Вільямса, The Rolling Stones та багатьох інших. Промотизер став доступним користувачам Інтернету 8 грудня 2010 року. Через 22 дні незакінчена версія відеокліпу вилилася в мережу. Шестихвилинний ролик є низкою похмурих і відразливих сцен. На самому початку з'являється Рік Росс, що сидить у кріслі, навколо якого — повішені дівчата, Каньє лежить в ліжку з мертвими дівчатами, а пізніше з'являється в кадрі з жіночою головою, що кровоточить, в руках; Джей Зі читає реп на фоні шкіряного дивана, на якому лежить напівоголена жінка з ознаками розкладання. Нікі Мінаж ж знущається з прив'язаної до стільця Harajuki Barbie, її власним альтер его. Також протягом усього кліпу з'являються неясні темні силуети зомбі, з темряви тягнуться руки. Коли починає звучати вихід із пісні, темне наслання минає, картини кошмару змінюються статуями ангелів, а руки, що вилазять, ховаються назад у темряву. Критики залишилися незадоволені кліпом. Довгий час Інтернетом ходили чутки про заборону показу кліпу по телебаченню, згідно з вимогами феміністської організації Sharon Haywood and Melinda Tankard Reis. Проте, представники музичного каналу MTV спростували цю інформацію та заявили, що відео все-таки буде продемонстровано по телебаченню, але з деякими коригуваннями. В результаті кліп став доступним для перегляду 4 червня 2011 на власному сайті Каньє Веста. Зміни, що торкнулися відео, незначні: додана пара епізодів (наприклад, види будинку і повного місяця, нові силуети чудовиськів, що звиваються) і вступні титри, що свідчать: «Зміст <кліпу> не слід розглядати як жінконенависницький або агресивний по відношенню до будь-яких груп людей. Це витвір мистецтва, прохання сприймати його саме так». Джастін Вернон не з'явився в жодній версії кліпу.

## Чарти

### Щотижневі чарти
| Чарт (2010)                             | Пікова позиція |
| --------------------------------------- | -------------- |
| Канада (Canadian Hot 100)               | 43             |
| UK Singles (Official Charts Company)    | 111            |
| Велика Британія (UK R&B Chart)          | 32             |
| США (Billboard Hot 100)                 | 18             |
| США (Hot R&B/Hip-Hop Songs) (Billboard) | 30             |
| США (Rap Songs) (Billboard)             | 15             |

| Чарт (2016)      | Пікова позиція |
| ---------------- | -------------- |
| Australia (ARIA) | 91             |

## Сертифікації
| Регіон                                                      | Сертифікація  | Продажі   |
| ----------------------------------------------------------- | ------------- | --------- |
| Велика Британія (BPI)                                       | Золотий       | 400 000   |
| США (RIAA)                                                  | 3× Платиновий | 3 000 000 |
| продажі+прослуховування, що базуються лише на сертифікаціях |               |           |